# Петар Вукићевић (хирург)
Петар Вукићевић (Београд, 23. април 1971) српски је кардиохирург.
Године 2000. завршио је Медицински факултет Универзитета у Београду. 2006. године постао је специјалиста опште хирургије, такође на Универзитету у Београду. 2010. године завршио је магистар медицински наука. 2011. године постао је субспецијалиста кардиохирургије, док је 2016. на истом универзитету постао доктор медицинских наука. Први је српски кардиохирург који је урадио аортокоронарни бајпас, реконструкције митралног залиска и аортног корена, као и хируршке реваскуларизације на куцајућем срцу у историји приватне клиничке праксе у Србији. Све то, Петар је урадио 2010. године.
Добитник је стипендије од хуманитарне организације „Срце за жене” у Женеви (француска) 2009. године и стипендије ЊКВ принцезе Катарине Карађорђевић.